# Sebastiania longispicata
Espèce
Sebastiania longispicata est une espèce de plantes à fleurs de la famille des Euphorbiaceae originaire du Paraguay.

## Répartition
Cette espèce est endémique du Paraguay.

## Systématique
Le nom correct complet (avec auteur) de ce taxon est Sebastiania longispicata Pax & K.Hoffm..

### Publication originale
- (de + la) F. Pax, Das Pflanzenreich : regni vegetablilis conspectus : Euphorbiaceae - Gelonieae, vol. 52, Leipzig, W. Engelmann, 1912, 319 p. (lire en ligne), p. 142-143.